# Čestin (Czarnogóra)
Čestin (cyr. Честин) – wieś w Czarnogórze, w gminie Pljevlja. W 2011 roku liczyła 43 mieszkańców.